# Церква святого Димитрія (Чернилівка)
Церква святого Димитрія в Чернилівці — парафія і храм греко-католицької та православної громад у селі Чернилівка Тернопільського району Тернопільської области.

## Історія церкви
Перша документальна згадка про греко-католицьку церкву святого Димитрія та окрему парафію в селі датується 1732 роком. Згодом парафія стала дочірньою і зберігала цей статус до закінчення Першої світової війни, після чого знову виділилася в окрему. За служіння о. Теофана де Бонча Куницького у 1904 році був збудований новий мурований храм.
З 1944 по 1946 рік парафія належала до Качанівської парафії. У роки радянської влади храм був закритий, а розписи замалювали. У 1989—1990 роках громада села розкололася на дві конфесії: УАПЦ (нині ПЦУ) та УГКЦ. Греко-католицька парафія відновила свою діяльність у лоні УГКЦ в середині 1990 року. При ній діє Вівтарна дружина.

## Парохи
ПЦУ
- о. Борис Ратич (до 1963),
- о. Анатолій Барчук (1989—1996),
- о. Ростислав Земба (з 1996).

УГКЦ
- о. Григорій Гаєвський (1753),
- о. Томатишецький (1767, Тишевський),
- о. Стефан Куницький (до 1842),
- о. Матвій Куницький (1842—1876),
- о. Теофан де Бонча Куницький (1877—1910),
- ієромонах о. Тит Куницький (1910—1911),
- о. Володимир Куницький (1912—1945),
- о. Іван Люб'янецький (1945—1946),
- о. Борис Ратич (1946—1963),
- о. Михайло Валійон (серпень 1990 — листопад 1991),
- о. Іван Пославський (з 11 листопада 1991).